# Pusuke
Pusuke (プースケ?) (Sakura, Japón, 1 de abril de 1985 - 5 de diciembre de 2011) fue el perro más viejo del mundo, registrado en el "Libro de los Récords Guinness" desde diciembre de 2010 hasta su muerte.
Fue un perro japonés de la raza Shiba Inu y vivió 26 años y 9 meses. Pusuke tenía el equivalente de 125 años de un ser humano. En 2008, estuvo al borde de la muerte después de ser golpeado, pero logró recuperarse después de someterse a una cirugía.
La organización del "Libro de los Récords" lo registró, después de verificar sus documentos de vacunación y en el registro de animales de la ciudad. Sin embargo, su edad no superó al registro histórico del perro Bluey, que vivió entre 1910 y 1939, muriendo a los 29 años.